# デヴィッド・シュワイマー
デヴィッド・シュワイマー（David Schwimmer, 1966年11月2日 - ）はアメリカ合衆国の俳優。ニューヨーク市出身。本名デイヴィッド・ラリー・シュウィマー（David Larry Schwimmer）。身長188cm。ユダヤ系で、姓の発音はシュウィマーだが、テレビシリーズ『フレンズ』放映時に誤ったため、そのまま直されずにいる。

## 来歴
ニューヨークのクイーンズ区で生まれ、カリフォルニアで育つ。両親共に弁護士。エリー（Ellie)という姉がいる。
高校生のときから演劇のクラスを取り、ノースウェスタン大学で学んだ後、学友と共にLookingglass Theatre Companyを設立した。その劇団では俳優だけでなく、監督・劇作家でもあった。
1994年からはじまったテレビドラマ『フレンズ』の大学教授ロス役が有名。『フレンズ』や『ジョーイ』では演出も手がけ、2007年には映画『ラン・ファットボーイ・ラン 走れメタボ』の監督も務めた。この作品撮影中に、ロンドンのクラブでウェートレスをしていたイギリスの女性カメラマンであるゾーイ・バックマンと出会い2010年3月に婚約、同年6月に結婚した。2011年に娘が生まれているが、2017年4月に別居を発表した。

## 備考
- イディッシュ語 での表記はדייויד שווימר。

- 母親と誕生日が同じである。

- 『ハッピィブルー』出演時にミラマックスと3本契約を結んだが、同作が興行的に振るわなかったため2作目は俳優としてではなく監督として参加したいと申し出た[9]。

- 『メン・イン・ブラック 』のエージェントJ役をオファーされたが、初映画監督作品となった『ディープ・ハプニング』の撮影と重なったため断った。この作品ではLookingglass Theatre Companyの俳優仲間をキャストしていたので彼らを裏切るようなことはできなかったのと、「フレンズ」のオフシーズンしか時間が取れなかったため『ディープ・ハプニング』の撮影延期も不可能で断るしかなかったとシュワイマーは語っている[10]。

- 2011年、『チャット ～罠に堕ちた美少女～』のプレスツアー中レストランで女性記者とインタビューを行う予定だったが、うるさすぎたためホテルの部屋への移動を提案したシュワイマーは、不安なら第三者を立ち会わせると申し出た。2017年にこのエピソードを明かした女性記者は、ハーヴェイ・ワインスタインによる数々のセクハラが暴露され#＃MeToo運動が盛り上がったことでこの件を思い出し、シュワイマーは女性が常に警戒しなければならない環境にあるのを理解しており、誠実で気づかいのできる人だと語っている[11]。

## 主な出演作品

### 映画
| 公開年 | 邦題 原題                                         | 役名                     | 備考                  |
| ------ | ------------------------------------------------- | ------------------------ | --------------------- |
| 1990   | イントルーダー 怒りの翼 Flight of the Intruder    | 当直士官                 |                       |
| 1993   | 風と共に去る20ドル!? Twenty Bucks                 | ニール・キャンベル       |                       |
| 1994   | ウルフ Wolf                                       | 警官                     |                       |
| 1996   | ハッピィブルー The Pallbearer                     | トム・トンプソン         |                       |
| 1997   | ブレストマン/豊胸外科医 Breast Men                | ケヴィン・サンダース博士 | テレビ映画            |
| 1998   | ディープ・ハプニング Since You've Been Gone       | ロバート・S・レヴィット  | テレビ映画 監督・出演 |
| 1998   | 6デイズ/7ナイツ Six Days Seven Nights             | フランク・マーティン     |                       |
| 1998   | ゴールデンボーイ Apt Pupil                        | エドワード・フレンチ     |                       |
| 1998   | ピンク・ピンク・ライン The Thin Pink Line         | ケリー・ゴディッシュ     |                       |
| 1999   | イッツ・ザ・レイジ All the Rage                   | クリス                   |                       |
| 1999   | ヴァージン・ハンド Picking Up the Pieces          | レオ・ジェローム神父     |                       |
| 2001   | HOTEL ホテル Hotel                                | ジョナサン               |                       |
| 2001   | UPRISING アップライジング Uprising                | イツハク・ツケルマン     | テレビ映画            |
| 2005   | マダガスカル Madagascar                           | メルマン                 | アニメ、声の出演      |
| 2006   | ビッグ・トラブル Big Nothing                      | チャーリー               |                       |
| 2008   | ザ・クリミナル 合衆国の陰謀 Nothing But the Truth | レイ・アームストロング   |                       |
| 2008   | マダガスカル2 Madagascar: Escape 2 Africa         | メルマン                 | アニメ、声の出演      |
| 2012   | ジョン・カーター John Carter                      | 若いサーク族の戦士       |                       |
| 2013   | マダガスカル3 Madagascar 3: Europe's Most Wanted  | メルマン                 | アニメ、声の出演      |

### テレビシリーズ
| 放映年    | 邦題 原題                                                                                               | 役名                       | 備考                                                                           |
| --------- | --- | -------------------------- | ------------------------------------------------------------------------------ |
| 1991-1992 | 素晴らしき日々 The Wonder Years                                                                         | マイケル                   | 4エピソード                                                                    |
| 1992-1993 | L.A.ロー 七人の弁護士 L.A. Law                                                                          | ダナ・ロムネイ             | 5エピソード                                                                    |
| 1993      | NYPDブルー NYPD Blue                                                                                    | ジョシュ・ゴールドスタイン | 4エピソード                                                                    |
| 1994      | Monty                                                                                                   | グレッグ・リチャードソン   | 13エピソード                                                                   |
| 1996      | ER緊急救命室 ER                                                                                         | カルビアン医師             | 1エピソード                                                                    |
| 1994-2004 | フレンズ Friends                                                                                        | ロス・ゲラー               | 238エピソード                                                                  |
| 2001      | バンド・オブ・ブラザース Band of Brothers                                                               | ハーバート・ソベル         | ミニシリーズ                                                                   |
| 2004      | ラリーのミッドライフ★クライシス Curb Your Enthusiasm                                                    | デヴィッド・シュワイマー   | 3エピソード                                                                    |
| 2007      | 30 ROCK/サーティー・ロック 30 Rock                                                                      | グリーンゾ／ジャレッド     | 1エピソード                                                                    |
| 2009      | アントラージュ★オレたちのハリウッド Entourage                                                           | デヴィッド・シュワイマー   | シーズン6第4話                                                                 |
| 2011      | マットとデヴィッド ボクたち空港なう。 Come Fly with Me                                                  | 本人                       | 1エピソード                                                                    |
| 2012      | Web Therapy                                                                                             | ニューウェル・L・ミラー    | 4エピソード                                                                    |
| 2015      | マット・ルブランの元気か〜い?ハリウッド! Episodes                                                       | デヴィッド・シュワイマー   | シーズン4第5話                                                                 |
| 2016      | アメリカン・クライム・ストーリー/O・J・シンプソン事件 The People v. O. J. Simpson: American Crime Story | ロバート・カーダシアン     | ミニシリーズ エミー賞助演男優賞 (リミテッドシリーズ・テレビ映画部門)ノミネート |
| 2016      | 狼の食卓 Feed the Beast                                                                                 | トミー                     | 10エピソード                                                                   |
| 2018      | ふたりは友達? ウィル&グレイス Will & Grace                                                              | Noah Broader               | 5エピソード                                                                    |

## 製作
| 公開年 放映年 | 邦題 原題                                            | 担当       | 備考                                              |
| ------------- | ---------------------------------------------------- | ---------- | ------------------------------------------------- |
| 1998          | ディープ・ハプニング Since You've Been Gone          | 監督・出演 | テレビ映画                                        |
| 1994-2004     | フレンズ Friends                                     | 監督・出演 | テレビシリーズ、10エピソードを監督                |
| 2004, 2005    | ジョーイ Joey                                        | 監督       | テレビシリーズ、2エピソードを監督                 |
| 2007          | ラン・ファットボーイ・ラン 走れメタボ Run Fatboy Run | 監督       | 映画                                              |
| 2008          | リトル・ブリテンUSA Little Britain USA               | 監督       | テレビシリーズ、6エピソードのスタジオシーンを監督 |
| 2010          | チャット ～罠に堕ちた美少女～ Trust                  | 監督・製作 | 映画                                              |